# Nemere (szél)
A nemere Székelyföld keleti részén, a Keleti-Kárpátokban, a Gyergyói-medencében és a Csíki-medencében uralkodó száraz hegy-völgyi szél. A szibériai anticiklon hatására alakul ki a téli időszakban.
Nevét a Nemere-hegységről kapta, mivel a hegy felől fúj. Erős, viharos, hideg, néha jeges szél, mely néha hetekig is eltart, és embert, állatot, sőt házakat is elseper. 1902. április 19-én Csíksomlyón a levegő páratartalma a nemere idején 12%-ra süllyedt.